# Discurso de Cory Booker
Del 31 de marzo al 1 de abril de 2025, Cory Booker, senador demócrata de Nueva Jersey, pronunció un discurso que fue el más largo en la historia del Senado de los Estados Unidos para protestar contra la segunda presidencia de Donald Trump y las operaciones del Departamento de Eficiencia Gubernamental de Elon Musk.
Booker comenzó a hablar a las 7:00 p. m. EDT del 31 de marzo y concluyó a las 8:06 p. m. del 1 de abril de 2025. El discurso duró 25 horas y 6 minutos, superando el discurso más largo anterior en la historia del Senado, el filibusterismo sobre la Ley de Derechos Civiles de 1957 de Strom Thurmond de 24 horas y 18 minutos.

## Antecedentes
El Senado de los Estados Unidos no limita el debate a menos que se hayan impuesto límites; en la mayoría de los casos, un senador al que el presidente del Senado le ha concedido permiso para hablar puede hacerlo indefinidamente siempre que «permanezca de pie» y «hable de forma más o menos continua».

## Discurso
El discurso comenzó a las 7 p. m. EDT el 31 de marzo de 2025, antes de deliberaciones no relacionadas con la nominación de Matthew Whitaker para servir como embajador ante la OTAN. Booker dedicó el comienzo de su discurso a John Lewis, activista y representante de derechos civiles que falleció en 2020, y prometió permanecer en el pleno con la intención de «interrumpir el funcionamiento normal del Senado de los Estados Unidos mientras [le] fuera físicamente posible». El discurso de Booker tenía como objetivo protestar contra la segunda presidencia de Donald Trump, incluidos los esfuerzos para eliminar el Departamento de Educación, ignorar los mandatos judiciales y deportar a los participantes de las protestas propalestinas de 2024 en los campus universitarios. Criticó a Trump y a su asesor, Elon Musk, por haber «mostrado un total desprecio por el estado de derecho, la Constitución y las necesidades del pueblo estadounidense». Booker también criticó al Departamento de Eficiencia Gubernamental dirigido por Musk.
Durante el discurso, Booker ordenó a un paje del Senado que retirara su silla. Leyó múltiples carpetas de tres anillos, incluyendo artículos de fuentes bipartidistas y cartas de sus electores, de lo que él llamó «gente aterrorizada» con historias «desgarradoras».
Booker invocó al senador de Arizona John McCain y su voto que acabó con la Ley de Atención Sanitaria Estadounidense, un proyecto de ley que habría derogado parcialmente la Ley de Atención Médica Asequible. Durante treinta minutos de su discurso, leyó el relato de Jasmine Mooney, una canadiense que fue detenida por el Servicio de Control de Inmigración y Aduanas de Estados Unidos. Booker también incluyó una lista de órdenes ejecutivas de la segunda presidencia de Trump durante su discurso.
Booker ofreció una disculpa de los demócratas por el clima político actual, diciendo: «Confieso que he sido incompetente. Que los demócratas han sido responsables de permitir el ascenso de este demagogo». Enfatizó el papel del Congreso para exigir cuentas al poder ejecutivo y criticó a sus colegas congresistas por no votar en contra de los candidatos al gabinete del presidente y otras políticas.
Booker mencionó a John Lewis varias veces en su discurso, afirmando: «No sé qué diría John Lewis, pero John Lewis haría algo. Diría algo. De lo que tendremos que arrepentirnos no son las palabras y las acciones violentas de la gente mala, sino el silencio atroz y la inacción de la gente buena. Este es nuestro momento moral».
A medida que Booker se acercaba a la marca de las 24 horas, la mayoría de los demócratas del Senado tomaron sus asientos, mientras que los demócratas de la Cámara de Representantes se sentaron o permanecieron de pie en la cámara, y las galerías de prensa y del público estaban llenas. Schumer anunció que Booker había roto el récord a las 24 horas y 18 minutos de su discurso, lo que provocó un aplauso sostenido y significativo en toda la cámara.
Booker cedió a las preguntas, aunque mantuvo la palabra, de varios senadores demócratas, entre ellos el líder de la minoría del Senado Chuck Schumer, Lisa Blunt Rochester, Chris Murphy, Dick Durbin, Andy Kim, Peter Welch, Kirsten Gillibrand, Adam Schiff, Raphael Warnock, Amy Klobuchar, Tammy Duckworth, Chris Coons, Tim Kaine, Angela Alsobrooks, Catherine Cortez Masto, Mark E. Kelly, Patty Murray, Tammy Baldwin, Angus King, Ed Markey, Tina Smith, Jeanne Shaheen y Elizabeth Warren.
Finalmente, a las 8:06 p. m. EDT del día siguiente, Booker cedió la palabra y fue recibido inmediatamente con una ovación de pie.

## Resultado y recepción
Con más de 25 horas de duración, el discurso de Booker se convirtió en el discurso más largo en la historia del Senado de los Estados Unidos, superando el récord anterior de 24 horas y 18 minutos establecido por el senador Strom Thurmond,  quien inició una obstrucción para evitar la aprobación de la Ley de Derechos Civiles de 1957.
Según su oficina, a Booker le había molestado que Thurmond tuviera el récord. Booker dijo: «Odiarlo está mal, y quizá mi ego se obsesionó demasiado con la idea de que si me quedaba aquí, quizá, quizá —solo quizá—, podría romper el récord del hombre que intentó detener los derechos que defiendo. [...] Sin embargo, no estoy aquí por su discurso. Estoy aquí a pesar de su discurso. Estoy aquí porque, por muy poderoso que fuera, el pueblo era más poderoso».
Inmediatamente después del discurso, se reanudaron en el Senado las deliberaciones sobre la nominación de Matthew Whitaker para servir como embajador de la OTAN, lo que dio como resultado que el Senado confirmara su nominación esa misma noche por 52 votos contra 45. Sin embargo, el discurso de Booker no fue técnicamente una maniobra obstruccionista (filibusterismo) para impedir la aprobación de una ley.
El discurso fue ampliamente televisado, apareciendo en C-SPAN y transmitido en vivo en las cuentas de TikTok, YouTube, Twitter e Instagram de Booker. Varias organizaciones de noticias transmitieron en vivo el discurso, incluidas Associated Press, PBS, CBS News, MSNBC y The Guardian.
Booker recibió elogios generalizados de los demócratas, incluida la expresidenta de la Cámara de Representantes Nancy Pelosi e Ilhan Omar, quien declaró que «este es el tipo de resistencia implacable que nuestra democracia exige».
La senadora Lisa Murkowski, una republicana moderada, felicitó a Booker por establecer un nuevo récord para el discurso más largo en el Senado.
A más de 350 millones de personas dieron «me gusta» a la transmisión en vivo del discurso de Booker en TikTok.

### Análisis
Burgess Everett de Semafor evaluó el discurso como una yuxtaposición a la estrategia de «esperar y ver» del Partido Demócrata. En un artículo para The Guardian, David Smith calificó el discurso como un «acto fundamental de resistencia» y afirmó que Booker «expuso argumentos convincentes de que la incapacidad de hacerlo todo no debería socavar el intento de hacer algo». Hayes Brown, columnista de opinión de MSNBC, calificó el discurso como un «punto de encuentro para un partido desmoralizado» y preguntó si «los demócratas pueden mantener esta energía más allá de este momento específico». En un análisis para The Independent, Richard Hall afirmó que el discurso de Booker fue «tanto una señal de desesperación como un llamado a las armas», y que hasta el momento el Partido Demócrata había tenido dificultades para encontrar una respuesta a la administración de Trump.
Steven Zeitchik, de The Hollywood Reporter, elogió el discurso de Booker como «la actuación cinematográfica del año» y lo describió como un «espectáculo cinematográfico». Zeitchik notó la variedad en el discurso de Booker, afirmando que «experimentarías diferentes arcos; entrarías en diferentes momentos y deducirías diferentes géneros».
Frank Luntz, destacado encuestador republicano, argumentó que el desempeño estableció a Booker como líder del Partido Demócrata antes de las elecciones de 2028.

## Obras citadas
- Beggin, Riley (1 de abril de 2025). «No food or bathroom breaks: How Cory Booker is pulling off his Senate talk-a-thon». USA Today (en inglés). Consultado el 1 de abril de 2025.
- Brown, Bridget; Burdette, Sam; McGhee, Bernard (2 de abril de 2025). «Live updates: Cory Booker's speech in protest of Trump breaks the Senate record». AP News (en inglés). Consultado el 2 de abril de 2025.
- Canon, Gabrielle (1 de abril de 2025). «Thousands are tuning in to watch Cory Booker hold the Senate floor as his marathon speech against the "grave and urgent" danger posed by the Trump administration closes in on the 22-hour mark.». The Guardian (en inglés). Consultado el 1 de abril de 2025.
- Cameron, Chris (1 de abril de 2025). «There are currently more than 65,000 users listening to Senator Cory Booker's speech against the Trump administraton on his TikTok page, and about 77,000 watching the speech on YouTube through The Associated Press». The New York Times (en inglés). Consultado el 1 de abril de 2025.
- Carney, Jordain (31 de marzo de 2025). «Cory Booker launches marathon Senate speech». Politico (en inglés). Consultado el 1 de abril de 2025.
- Catalini, Mike; Groves, Stephen (31 de marzo de 2025). «New Jersey Sen. Cory Booker speaks through the night to protest Trump's agenda» (en inglés). Associated Press. Consultado el 1 de abril de 2025.
- Connolly, John (31 de marzo de 2025). «Sen. Cory Booker takes over Senate with marathon speech to protest Trump's actions». The Record (en inglés). Consultado el 1 de abril de 2025.
- Everett, Burgess (31 de marzo de 2025). «Booker bids for a marathon anti-Trump speech». Semafor (en inglés). Consultado el 1 de abril de 2025.
- Ewing, Giselle Ruhiyyih (1 de abril de 2025). «Former acting AG Whitaker confirmed as US envoy to NATO». Politico (en inglés). Consultado el 1 de abril de 2025.
- Falconer, Rebecca; Saric, Ivana (1 de abril de 2025). «15 hours and counting: Cory Booker protests Trump in marathon floor speech». Axios (en inglés). Consultado el 1 de abril de 2025.
- Hubbard, Kaia (1 de abril de 2025). «Sen. Cory Booker delivers marathon speech to protest Trump policies» (en inglés). CBS News. Consultado el 1 de abril de 2025.
- Ho, Vivian; Meyer, Theodoric (1 de abril de 2025). «Why did Cory Booker spend the night speaking on the Senate floor?». The Washington Post (en inglés). Consultado el 1 de abril de 2025.
- Ives, Mike; Bigg, Matthew Mpoke; Balk, Tim (1 de abril de 2025). «Cory Booker Slams Trump's Policies in Marathon Senate Floor Speech». The New York Times (en inglés). Consultado el 1 de abril de 2025.
- Li, Jasmine (1 de abril de 2025). «Cory Booker Nears Record for Longest Senate Speech in Trump Protest». The Wall Street Journal (en inglés). Consultado el 1 de abril de 2025.
- Rimmer, Morgan; Foran, Clare; Barrett, Ted (31 de marzo de 2025). «Cory Booker's marathon Senate floor speech stretches overnight in protest over Trump actions». CNN (en inglés). Consultado el 1 de abril de 2025.
- Robledo, Anthony (31 de marzo de 2025). «Cory Booker is giving a marathon speech on the Senate floor. Why and how long can it last?». USA Today (en inglés). Consultado el 1 de abril de 2025.
- Milman, Oliver (1 de abril de 2025). «Cory Booker holds marathon Senate speech to warn of Trump's 'harmful' policies». The Guardian (en inglés). Consultado el 1 de abril de 2025.
- Paz, Christian (1 de abril de 2025). «Why has Cory Booker been talking for 19 straight hours (and counting)?». Vox (en inglés). Consultado el 1 de abril de 2025.
- Thorp V, Frank; Lebowitz, Megan (1 de abril de 2025). «Sen. Cory Booker holds overnight speech taking aim at the Trump administration» (en inglés). NBC News. Consultado el 1 de abril de 2025.
- Treisman, Rachel (1 de abril de 2025). «Cory Booker's anti-Trump speech on the Senate floor has lasted 15 hours and counting» (en inglés). NPR. Consultado el 1 de abril de 2025.
- Weaver, Al (1 de abril de 2025). «Booker talks through the night in marathon floor speech to protest Trump». The Hill (en inglés). Consultado el 1 de abril de 2025.

- Datos: Q133800245
- Multimedia: Cory Booker's 2025 marathon speech / Q133800245